# П'ятра-Рошіє
П'я́тра-Ро́шіє (рум. Piatra Roşie) — фортеця Дакії, що була побудована для захисту країни від римлян. Розташована на вершині пагорба в Орештіє (повіт Хунедоара, Трансільванія). Існувала у 1 сторіччі до н.е. — до початку 2 ст. н. е.
Археологічні дослідження руїн розпочалися у 1949 р.
Пагорб, на якому розташовувалася фортеця, був додатково зміцнений сторожовими баштами-житлами, кам'яною стіною і валом. Усередині фортеці знаходилися житла, комори, храми.
Фортеця входила в систему оборонних споруд, побудованих під час правління Беребісти у Дакії. П'ятра-Рошіє зруйнована римлянами під час 2-ї кампанії проти даків (105—106).